# Larry Winn
Larry Winn (Kansas City, 22 agosto 1919 – Prairie Village, 31 dicembre 2017) è stato un politico statunitense, membro della Camera dei Rappresentanti per lo stato del Kansas dal 1967 al 1985.

## Biografia
Larry Winn ha frequentato le scuole pubbliche a Kansas City e in seguito ha studiato fino al 1941 presso l'Università del Kansas a Lawrence. Per due anni ha lavorato come speaker radiofonico presso una stazione radio locale, inoltre ha lavorato due anni per la ditta costruttrice di aerei North American Aviation. In seguito ha lavorato nel settore delle costruzioni. Tra il 1950 e il 1966 è stato Vice Presidente della Winn-Rau Corp.
Politicamente Winn è membro del Partito Repubblicano. Nelle elezioni del Congresso del 1966 si candidò per rappresentare il distretto 3 dello stato del Kansas, vincendo il 3 gennaio del 1967 contro Robert Ellsworth. È stato successivamente rieletto otto volte. Durante il suo mandato c'è stato lo Scandalo Watergate . Nel 1984 è stato sconfitto nelle elezioni.
Larry Winn trascorre la sua vecchiaia a Prairie Village.